# Larry Page
Lawrence Edward »Larry« Page, ameriški programer in poslovnež, * 26. marec 1973, East Lansing, Michigan, Združene države Amerike.
Leta 1998 je s Sergeyjem Brinom ustanovil Google, Inc. Do leta 2001 sta skupaj upravljala podjetje kot predsednika, kasneje pa sta na ta položaj imenovala Erica Schmidta. Aprila 2011 je Page od Schmidta prevzel vlogo izvršnega direktorja (CEO) Googla.
Rodil se je v judovski družini, oba starša sta poučevala računalništvo na Državni univerzi Michigana. Študiral je računalniško inženirstvo na Univerzi Michigana, po diplomi pa je vpisal doktorski študij na Univerzi Stanford. Spletni iskalnik Google je rezultat raziskave matematičnih lastnosti svetovnega spleta, ki se je je lotil v sklopu doktorske disertacije. Svetovni splet je razumel kot ogromen graf, kjer so elementi povezani s hiperpovezavami. V tem času je spoznal Brina, s katerim sta razvila algoritem PageRank, ki predstavlja osnovo Googla.